# Izeaslav, Ucraina
Izeaslav (în ucraineană Ізяслав) este orașul raional de reședință al raionului Izeaslav din regiunea Hmelnîțkîi, Ucraina. În afara localității principale, nu cuprinde și alte sate.

## Demografie
Componența lingvistică a orașului Izeaslav
     Ucraineană (92,6%)
     Rusă (6,89%)
     Alte limbi (0,32%)
Conform recensământului din 2001, majoritatea populației orașului Izeaslav era vorbitoare de ucraineană (92,6%), existând în minoritate și vorbitori de rusă (6,89%).